# Noctivagus
Noctivagusl is de naam van een muziekgroep, ontstaan in 1994, Portugal.
De stijl kan gekenmerkt worden als een crossover tussen Death Rock, darkwave, alternatieve rock en gothic. De bandnaam stamt uit het Latijn. 

## Huidige bezetting
- Lino Átila: zang
- Nuno D'Ávila:  gitaar
- Fernando N.: basgitaar
- Lady Miss kill: drums

## Discografie
- 1995 Almas Ocultas
- 1998 Imenso
- 1999 Cruzes e Fivelas [1]
- 2003 After the Curse
- 2005 Transmission cover Joy Division
- 2010 Pilgrim Dimension
- 2011 Ecos da Noite

### Video's
- 2004 Bad Dreams

1. ↑   https://open.spotify.com/album/5dUDP2nmXKj3aPfia4QzhR